# 我的女友比我帥
《我的女友比我帥》（：／）是韓國KBS 2TV預計於2025年7月23日開播的水木電視劇。改編自massstar創作的Webtoon同名漫畫，由柳官模執導、李海娜執筆，並由尹產賀、Arin、柳政厚、Chuu主演。劇集講述一夕之間變成花美男的女友，與無法放棄女友的男友，展開瘋狂的愛情故事。
海外由Viu作為原創劇集同日播映，台灣則由friDay影音購入Viu版權同日跟播。

## 製作
2023年7月19日，Bloter報導Naver Webtoon旗下的內容創作子公司Studio N預計將massstar（맛스타）創作的網路漫畫《我的女友比我帥》改編成電視劇，由柳官模（유관모）導演、李海娜（이해나）編劇，並預定由OTT播映。11月28日，Blossom娛樂也宣布參與製作。
2024年7月3日，男團ASTRO的尹產賀、女團Oh My Girl的Arin、女團本月少女的Chuu均收到演出提案。7月12日，YG娛樂證實旗下藝人金賢鎮收到主演提案。8月2日，正式宣佈本劇由尹產賀、Arin、柳政厚、Chuu主演，並預計於8月展開拍攝。8月28日，釋出讀本會議影像，其他參演演員包括男團The Boyz出身的玹準、都知嫄、趙銀淑、金廣植、李允建、全秀珍、崔允羅、朴珠嫚、金鍾訓、李愫苑、韓峻範（한준범）等。9月12日，釋出開拍影像。
2025年6月25日，宣布本劇由KBS 2TV播映，接檔原定為最後一部水木劇的《我奪走了公爵的初夜》，預計於7月23日開播，全劇共12集。27日，釋出首張宣傳海報。

## 演員與角色
- 尹產賀飾演朴允載[8][12]

20多歲，延禧大學天文學系在學生，自幼順從長輩的誠實K長男。在這宇宙中，比誰都還要有自信，但對不相關的人事物毫不關心。上大學後，在聯誼會上對至恩一見鍾情，並展開幸福的戀愛。然而，至恩卻在某天突然變成了一個帥氣男子，令他感到混亂。
- Arin（童年：趙恩率）飾演金至恩[註 1][8][13]

20多歲，國與國文學系在學生。允載的女朋友，因為母系基因，某天醒來突然變成一名花美男。
- 柳政厚飾演金至勳[8]

至恩的生物學副角，為至恩的男性樣貌。
- Chuu飾演姜珉周[8][14]

20多歲，延禧大學的辣妹，單戀允載。
- 玹準飾演李敏赫[9]

20多歲，和允載於同一間咖啡廳打工，是個風流戀愛至上的自由戀愛主義者。
- 都知嫄飾演李春姬[9]

50多歲，至恩的母親，家族有著變成男人的基因。
- 趙銀淑飾演金銀淑[9]

50多歲，允載的母親，25年來，從沒做到兒子請她進門前先敲門的要求。
- 金廣植飾演朴一祚[9]

50多歲，允載的父親，士官出身的愛國者，時不時會給兒子一針見血的建言。
- 李允建飾演金淳灝[9]

50多歲，至恩的父親，一心向著妻子春姬的純情男。
- 全秀珍飾演咸貞子[9][15]

40多歲的單身女，自由、威風、率直，含著金湯匙的咖啡廳社長兼房東的女兒，也是允載、敏赫的上司。雖然擁有豐富的財力，但生活卻很寡淡。
- 崔允羅（童年：金洧荷）飾演金至慧[9][16]

30多歲，至恩的姊姊，結婚情報公司的伴侶經紀人。看似戀愛高手，實際對戀愛感到害羞。在高中開學典禮上，對至今仍忘不了的初戀一見鐘情，並懷著巨大的秘密。
- 金鍾訓飾演洪英碩[9]

30多歲，鷺梁津重考8次的考生，個性滿點。
- 朴珠嫚（童年：朴秀娥）飾演崔瑜里[9][17]

20多歲，至恩從小學認識至今的摯友，浪漫類網路小說作家，筆名玻璃鞋。雖然毫無戀愛經驗，但是理論清晰的母胎單身。
- 李愫苑飾演朴允娥[9]

10幾歲，允載的妹妹。
- 韓峻範（한준범）飾演吳東起[9]

20多歲，允載的天文學系同期，也是暗戀珉周的前輩。

### 特別出演
- 尹柱相
- 姜信一
- 朴明申
- 鄭璟淳

## 分集
| 集數 | 標題                         | 首播日期      | 片長   | 南韓收視人數 （百萬） |
| ---- | ---------------------------- | ------------- | ------ | --------------------- |
| 1    | 宇宙的奇蹟 우주의 기적       | 2025年7月23日 | 61分鐘 | 待定                  |
| 2    | 눈치게임                     | 2025年7月24日 | 59分鐘 | 待定                  |
| 3    | 自私的基因 이기적 유전자     | 2025年7月30日 | 61分鐘 | 待定                  |
| 4    | 지나친 고백                  | 2025年7月31日 | 59分鐘 | 待定                  |
| 5    | 脫離軌道 궤도이탈            | 2025年8月6日  | 61分鐘 | 待定                  |
| 6    | 혼돈의 카오스                | 2025年8月7日  | 61分鐘 | 待定                  |
| 7    | 적과의 동침                  | 2025年8月13日 | 60分鐘 | 待定                  |
| 8    | 적과의 동침2                 | 2025年8月14日 | 59分鐘 | 待定                  |
| 9    | 外公與粉紅色 할아버지와 핑크 | 2025年8月20日 | 60分鐘 | 待定                  |
| 10   | 6734                         | 2025年8月21日 | 待公佈 | 待定                  |

## 收視率
《我的女友比我帥》於2025年7月23日在韓國地上波KBS 2TV開播，首集取得1.7%的收視率、分段收視最高達2.3%，低於前一檔《我奪走了公爵的初夜》的開播收視（3.3%）與完結收視（3.2%），但高於同期同日於同頻道播映的《Dear. M》。第7集創下自身最低收視0.9%，連續2週收視下跌。
| 集數 | 標題         | 播出日期      | 尼爾森全國收視率 | 尼爾森全國收視率 | 尼爾森首都圈收視率 | 尼爾森首都圈收視率 |
| 集數 | 標題         | 播出日期      | 家庭戶比例       | 人數（百萬）     | 家庭戶比例         | 人數（百萬）       |
| ---- | ------------ | ------------- | ---------------- | ---------------- | ------------------ | ------------------ |
| 1    | 宇宙的奇蹟   | 2025年7月23日 | 1.7%             | —                | 1.7%               | —                  |
| 2    |              | 2025年7月24日 | 1.1%             | —                | —                  | —                  |
| 3    | 自私的基因   | 2025年7月30日 | 1.4%             | —                | —                  | —                  |
| 4    |              | 2025年7月31日 | 1.2%             | —                | —                  | —                  |
| 5    | 脫離軌道     | 2025年8月6日  | 1.0%             | —                | —                  | —                  |
| 6    |              | 2025年8月7日  | 1.1%             | —                | —                  | —                  |
| 7    |              | 2025年8月13日 | 0.9%             | —                | —                  | —                  |
| 8    |              | 2025年8月14日 | 1.1%             | —                | —                  | —                  |
| 9    | 外公與粉紅色 | 2025年8月20日 | 0.9%             | —                | —                  | —                  |
| 10   | 6734         | 2025年8月21日 | 待定             | 待定             | 待定               | 待定               |

## 外部連結
- 官方网站 
- Daum上《我的女友比我帥》的資料

| KBS 2TV 水木劇                                     | KBS 2TV 水木劇                    | KBS 2TV 水木劇 |
| -------------------------------------------------- | --------------------------------- | -------------- |
|                                                    | 我的女友比我帥 （2025年7月23日—） |                |
| 我奪走了公爵的初夜 （2025年6月11日—2025年7月17日） | —                                 |                |